# 몬탄산
몬탄산(영어: montanic acid) 또는 옥타코산산(영어: octacosanoic acid)은 화학식이 CH3(CH2)26COOH 인 28개의 탄소로 구성된 긴 사슬의 포화 지방산이다. 몬탄산은 주로 몬탄 왁스에서 분리, 검출되고, 또한 밀랍 및 백랍에서 발견된다. 몬탄산 에틸렌 글리콜 에스터와 글리세롤 에스터는 과일 껍질과 식품 코팅제의 보호막으로 사용된다.